# Lejlighed
En lejlighed er en del af en større beboelsesbygning. Lejlighedskomplekser kan rumme få eller mange lejligheder.

## Lejligheder i Danmark

### Ejerform

#### Lejelejligheder
I Danmark kan lejligheder til udlejning deles i to hovedkategorier: almene lejligheder, der administreres af almene boligorganisationer, og privatejede udlejningsboliger ejet af privatpersoner, selskaber eller pensionskasser. Lovgivningen for de to områder er væsensforskellige.
Beboeren betaler leje til udlejeren. Denne leje er typisk månedlig og kan være inkl. eller ekskl. forbrug af el, varme, vand og udgifter til radio- og tv-kanaler.
Lejernes LO er en interesseorganisation for lejere.

#### Ejerlejligheder
Mange lejligheder beboes af ejeren selv. Disse lejligheder har et selvstændigt lejlighedsnummer under hovedejendommens matrikelnummer, således at hver enkelt ejerlejlighed i hovedejendommen kan tinglyses.

#### Andelslejligheder
Beboerne i en ejendom, der er opdelt i lejligheder, kan hver eje en andel af ejendommen. Den enkelte beboer bliver således medlem af en andelsboligforening og ejer en andel af foreningens formue med brugsret til sin egen lejlighed. 

### Lovgivning
Lejeloven og boligreguleringsloven har indflydelse på vilkår og huslejefastsættelse i lejelejligheder.